# ام‌جی کارز

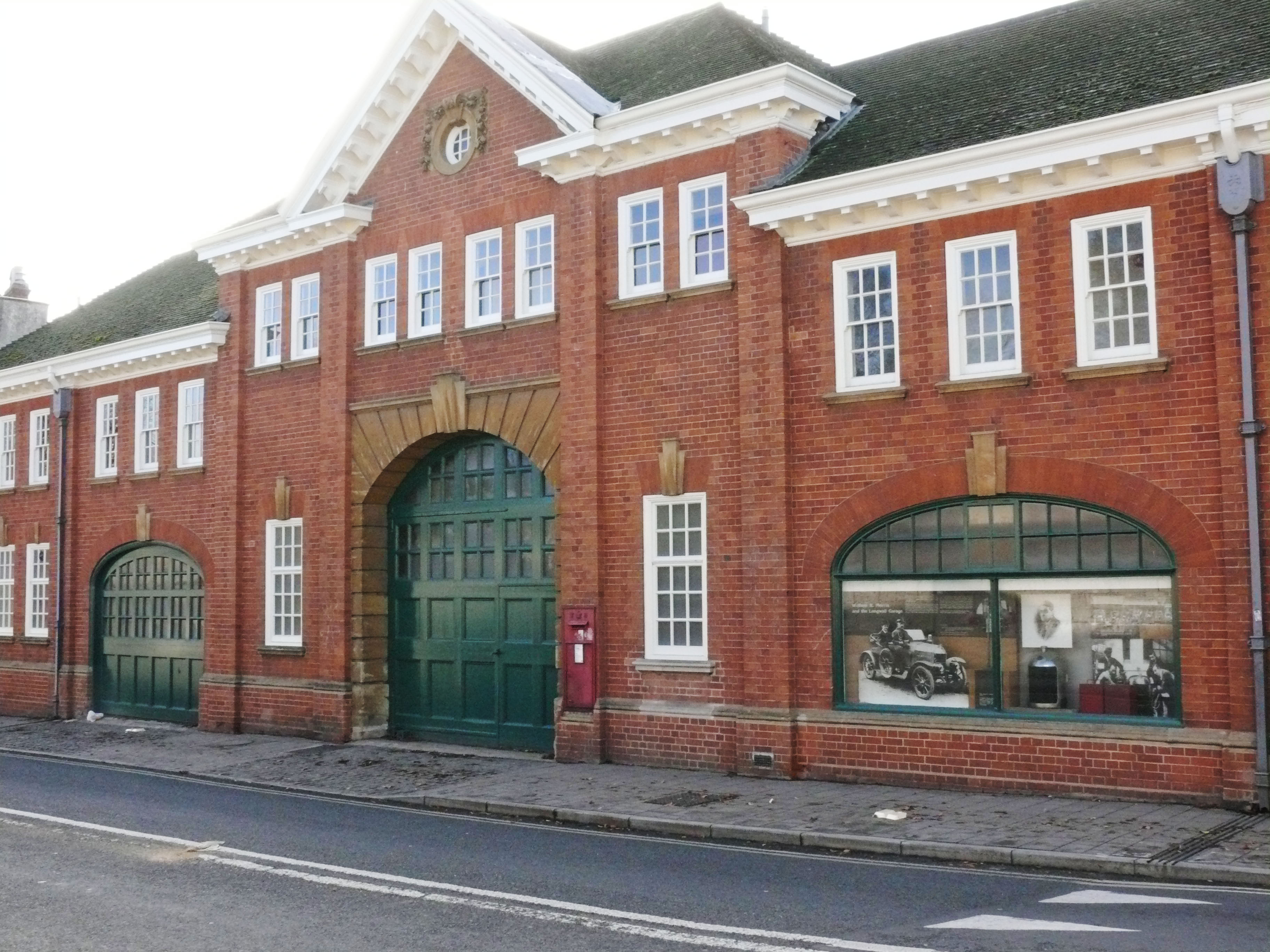
ام‌جی کارز مخفف (موریس گاراژ) نام یک شرکت سازنده خودروهای اسپرت بریتانیایی است که در سال ۱۹۲۴ تأسیس شده‌است.

MG Cars یا ام جی کارز (مخفف موریس گاراژ یا morris garage) نام یک شرکت سازنده خودروهای اسپرت بریتانیایی است که در سال ۱۹۲۴ تأسیس شده‌است. این شرکت بیشتر به خاطر خودروهای اسپرت کروک دوسرنشینه‌اش مشهور است، اما علاوه بر آنها خودروهایی در قالب سدان و کوپه نیز تولید کرده‌است.اوایل دهه ۱۹۲۰ و در شهر آکسفورد بود که کمپانی MG توسط سسیل کیمبر (Cecil Kimber)، یکی از کارکنان گاراژ موریس تأسیس شد تا بعدها مبدل به نماد خودروهای اسپرت بریتانیایی شود کمپانی نام برده طی این سال‌ها دائماً دست به دست چرخید، به طوی که از ۱۹۳۵ به Morris Motors فروخته شد و چند سال بعدف زیر نظر British Motors رفت. سپس در ۱۹۸۲ شرکت Austin Rover مدیریت آن را به عهده گرفت و در ۱۹۹۴ به تملک ب ام و درآمد و نهایتاً در سال ۲۰۰۵ در ایستگاه دو کمپانی چینی به نام SAIC و Nanjing ایستاد.هم‌اکنون شش محصول MG در ایران تحت مدل‌های ۶ و ۳۵۰ و ۳۶۰ و ۳۶۰ توربو و شوالیه ۵۵۰و ۳ و GS و ۶ GTو ۳۶۰و rx۵)rx۵ به تعداد خیلی کم) وجود دارد. ام جی همچنین تحت نام رووی (Roewe) و رووی تحت نام ام جی به بعضی بازار ها مانند ایران عرضه میشود، به عنوان مثال ام جی ۳۶۰ که در اصل رووی ۳۶۰ نام دارد و به بازار ایران عرضه شده است.

## فروش
MG محصولات خود را در ۴۰ بازار جهان به فروش می‌رساند و در سال ۲۰۱۲ در مجموع ۸۰٫۰۰۰ خودرو فروخته‌است.
در سال ۲۰۱۴ افزایش فروش جهانی MG از طریق کارخانه تولید خودرو تایلند با ظرفیت تولید حدود ۵۰٬۰۰۰ خودرو در سال و توانمندسازی این کارخانه به منظور توسعه بازار در جنوب شرق آسیا، امکان‌پذیر گردد.
در شبه جزیره انگلستان نیز تولید و فروش خودروهای MG با روند رو به رشد به عنوان یک برند با اصالت در سال ۲۰۱۴ (در سالگرد نودمین سال تأسیس) ادامه خواهد داشت.
در چند ماه اخیر، شرکت خودروسازی MG انگلستان به علت آغاز تولید مدل MG3 به رکورد جدیدی در فروش دسته یافته‌است.
شرکت خودروسازی MG انگلستان با آغاز تولید مدل MG3 افزایش رشد تولید و فروش ۲۵۷ درصدی در نوامبر ۲۰۱۳ نسبت به نوامبر ۲۰۱۲ را درحالی تجربه کرد که انجمن تولید و تجارت خودرویی کشور انگلستان(SMMT) این برند تاریخی را به عنوان دومین بهبود دهنده فروش در انگلستان نسبت به عملکردش در سال گذشته معرفی کرد.
این در حالی بود که ماه دسامبر ۲۰۱۳ با افزایش فروش نزدیک به ۳۰٪ نسبت به سال گذشته در این ماه‌ها بهترین دسامبر در تاریخ شرکت خودروسازی MG رقم خورد.

## مالکین
- ۱۹۳۵_۱۹۲۳ ام جی کارز
- ۱۹۵۲_۱۹۳۵ شرکت نافیلد
- ۱۹۶۷_۱۹۵۲ شرکت بریتیش موتور
- ۱۹۶۸_۱۹۶۷ هولدینگ بریتیش موتور
- ۱۹۷۵_۱۹۶۸ شرکت بریتیش لیلاند موتور
- ۱۹۷۵_۱۹۸۶ بریتیش لیلاند
- ۱۹۸۸_۱۹۸۶ گروه روور
- ۱۹۸۸_۱۹۹۴ بریتیش ایرواسپیس
- ۱۹۹۴_۲۰۰۰ ب ام و
- ۲۰۰۰_۲۰۰۶ گروه‌ام جی روور
- ۲۰۰۶_اکنون گروه خودروسازی سایک موتور